# Thomas Jacobsen
Thomas Jacobsen, né le 13 septembre 1972, est un skipper danois.

## Carrière
Thomas Jacobsen participe dans la catégorie du soling aux Jeux olympiques d'été de 2000, il remporte le titre olympique dans cette catégorie de voile